# Summit Park
Summit Park är en census-designated place vid Wasatch Mountains i västra delen av Summit County i delstaten Utah i västra USA. Summit Park, som är beläget vid Interstate 80, hade 6 597 invånare år 2000.
Kvarlevorna efter 17-åriga Melissa Smith och 17-åriga Laura Aime, två av seriemördaren Ted Bundys offer, påträffades i närheten av Summit Park 1974.